# 박지원 (1977년)
박지원(JiWon Park, 1977년 ~ )은 연세대 정치외교학과를 졸업 후, 2003년 넥슨코리아에 입사해 넥슨 일본법인 경영기획실장과 운영본부장을 역임했으며, 일본법인 등기임원으로 글로벌사업을 총괄해오던 중 2014년 4월 넥슨코리아 대표이사로 선임됐다. 빅히트에서 HQ 대표이사로 선임되었다.

## 학력
- 2000년 2월 - 연세대학교 정치외교학과 졸업

## 경력
- 2014년 4월 - (주)넥슨코리아 대표이사
- 2012년 - (주)넥슨 글로벌 사업 총괄
- 2010년 - (주)넥슨 운영본부장 겸 등기이사
- 2009년 - (주)넥슨 경영기획실장
- 2006년 - (주)넥슨 경영기획팀 근무
- 2003년 - (주)넥슨코리아 입사

## 같이 보기
- 김정주 (기업인)
- 오웬 마호니
- 정상원 (1970년)
- 최승우 (기업인)
- 서민 (기업인)